# Modesto (Californie)
Pour les articles homonymes, voir Modesto.
Modesto est une ville de l’État de Californie, siège du comté de Stanislaus, aux États-Unis. La ville comptait 201 165 habitants en 2010. Sa situation géographique, à une distance médiane entre la Baie de San Francisco et Sacramento, a fait changer sa zone, autrefois basée sur l'agriculture, en une ville-dortoir. À peu près 20 % de la main-d'œuvre a son lieu de travail en dehors de la ville et de son comté. La région est renommée pour avoir la plus mauvaise qualité d'air des États-Unis, surpassant même occasionnellement celle de Los Angeles.
Originellement[Quand ?] un arrêt sur la voie ferrée connectant Sacramento à Los Angeles, Modesto fut fondée en 1870 et devait être nommé en l'honneur de William Chapman Ralston, son fondateur et le financier de nombreux projets de la Californie de l'époque. Cependant celui-ci déclina la suggestion. Des ouvriers ferroviaires hispaniques présents à la cérémonie dirent que Ralston était « Muy Modesto », très modeste. C'est là l'origine du nom de la ville, Modesto.

## Géographie
La ville se trouve dans la Vallée Centrale, près de Fresno; au départ de San Francisco, elle se trouve sur la route vers le parc national de Yosemite (Yosemite Park) et Sequoia Park, dans les contreforts de la Sierra Nevada. La Tuolumne River, un affluent du San Joaquin y passe.

## Démographie
| Groupe            | Modesto | Californie | États-Unis |
| ----------------- | ------- | ---------- | ---------- |
| Blancs            | 65,0    | 57,6       | 72,4       |
| Autres            | 15,5    | 17,0       | 6,2        |
| Asiatiques        | 6,7     | 13,1       | 4,8        |
| Métis             | 6,3     | 4,9        | 2,9        |
| Afro-Américains   | 4,2     | 6,2        | 12,6       |
| Amérindiens       | 1,2     | 1,0        | 0,9        |
| Océaniens         | 1,0     | 0,4        | 0,2        |
| Total             | 100     | 100        | 100        |
|                   |         |            |            |
| Latino-Américains | 35,5    | 37,6       | 16,7       |

Selon l'American Community Survey, pour la période 2011-2015, 65,16 % de la population âgée de plus de 5 ans déclare parler l'anglais à la maison et 24,48 % l'espagnol, 1,12 % le tagalog, 1,07 % l'hindi, 0,98 % le khmer, 0,81 % l'arabe, 0,66 % une langue chinoise et 5,72 % une autre langue.
| 1880  | 1890  | 1900  | 1910  | 1920  | 1930   |
| ----- | ----- | ----- | ----- | ----- | ------ |
| 1 693 | 2 402 | 2 024 | 4 034 | 9 241 | 13 842 |

| 1940   | 1950   | 1960   | 1970   | 1980    | 1990    |
| ------ | ------ | ------ | ------ | ------- | ------- |
| 16 379 | 17 389 | 36 585 | 61 712 | 106 963 | 164 730 |

| 2000    | 2010    | 2020    | - | - | - |
| ------- | ------- | ------- | - | - | - |
| 188 856 | 201 165 | 218 464 | - | - | - |

## Jumelages
- Khmelnytskyï (Ukraine)
- Kurume (Japon)
- Aguascalientes (Mexique)
- Laval (France)
- Vernon (Canada)

## Monuments
- Une arche de 7,62 mètres de haut (25 pieds) surplombe la 9e et la 1re rue. Construite en 1912, elle porte l'inscription Modesto : Water Wealth Contentment Health (« Modesto : Eau, Prospérité, Contentement, Santé »).
- Une statue de bronze situé dans le quartier dit « des cinq points », au point de convergence de Downey, de la 17e rue, de McHenry Avenue, J. Street et Needham Avenue. La statue représente un couple d'adolescents des années 1960, une fille assise sur le capot d'une chevrolet de 1957 et un garçon appuyé dessus. La scène rend hommage à la culture de la « drague automobile » chère aux adolescents de l'époque et retranscrite dans American Graffiti, second film de George Lucas.